# Regeringen Poul Schlüter III
Regeringen Poul Schlüter III var Danmarks regering från 3 juni 1988 till 18 december 1990. Det var en koalitionsregering bestående av Konservative Folkeparti, Venstre och Radikale Venstre och kallades för KVR-regeringen.
| Ämbete                                                              | Minister | Minister               | Parti                   | Period                                          |
| ------------------------------------------------------------------- | -------- | ---------------------- | ----------------------- | ----------------------------------------------- |
| Statsminister                                                       |          | Poul Schlüter          | Konservative Folkeparti | 10.09.1982 - 18.12.1990                         |
| Utrikesminister                                                     |          | Uffe Ellemann-Jensen   | Venstre                 | 10.09.1982 - 18.12.1990                         |
| Finansminister                                                      |          | Palle Simonsen         | Konservative Folkeparti | 23.07.1984 - 30.10.1989                         |
| Finansminister                                                      |          | Henning Dyremose       | Konservative Folkeparti | 30.10.1989 - 18.12.1990                         |
| Ekonomiminister                                                     |          | Niels Helveg Petersen  | Radikale Venstre        | 03.06.1988 - 18.12.1990                         |
| Justitieminister                                                    |          | Erik Ninn-Hansen       | Konservative Folkeparti | 10.09.1982 - 10.01.1989                         |
| Justitieminister                                                    |          | Hans Peter Clausen     | Konservative Folkeparti | 10.01.1989 - 05.10.1989                         |
| Justitieminister                                                    |          | Hans Engell            | Konservative Folkeparti | 05.10.1989 - 18.12.1990                         |
| Skatteminister                                                      |          | Anders Fogh Rasmussen  | Venstre                 | 10.09.1987 - 18.12.1990                         |
| Försvarsminister                                                    |          | Knud Enggaard          | Venstre                 | 03.06.1988 - 18.12.1990                         |
| Undervisningsminister & Forskningsminister                          |          | Bertel Haarder         | Venstre                 | 10.09.1982 - 18.12.1990                         |
| Hälsominister                                                       |          | Elsebeth Kock-Petersen | Venstre                 | 03.06.1988 - 07.12.1989                         |
| Hälsominister                                                       |          | Ester Larsen           | Venstre                 | 07.12.1989 - 18.12.1990                         |
| Fiskeriminister                                                     |          | Lars P. Gammelgaard    | Konservative Folkeparti | 12.03.1986 - 05.10.1989                         |
| Fiskeriminister                                                     |          | Kent Kirk              | Konservative Folkeparti | 05.10.1989 - 18.12.1990                         |
| Arbetsminister                                                      |          | Henning Dyremose       | Konservative Folkeparti | 12.03.1986 - 30.10.1989                         |
| Arbetsminister                                                      |          | Knud Erik Kirkegaard   | Konservative Folkeparti | 30.10.1989 - 18.12.1990                         |
| Inrikesminister Minister för nordiskt samarbete                     |          | Thor Pedersen          | Venstre                 | 10.09.1987 - 18.12.1990 03.06.1988 - 18.12.1990 |
| Trafikminister & Kommunikationsminister Trafikminister (30.10.1989) |          | Hans Peter Clausen     | Konservative Folkeparti | 03.06.1988 - 30.10.1989                         |
| Trafikminister & Kommunikationsminister Trafikminister (30.10.1989) |          | Knud Østergaard        | Konservative Folkeparti | 30.10.1989 - 18.12.1990                         |
| Industriminister                                                    |          | Nils Wilhjelm          | Konservative Folkeparti | 12.03.1986 - 02.12.1989                         |
| Industriminister                                                    |          | Anne Birgitte Lundholt | Konservative Folkeparti | 02.12.1989 - 18.12.1990                         |
| Bostadsminister                                                     |          | Agnete Laustsen        | Konservative Folkeparti | 03.06.1988 - 18.12.1990                         |
| Jordbruksminister                                                   |          | Laurits Tørnæs         | Venstre                 | 10.09.1987 - 18.12.1990                         |
| Energiminister                                                      |          | Jens Bilgrav-Nielsen   | Radikale Venstre        | 03.06.1988 - 18.12.1990                         |
| Kulturminister                                                      |          | Ole Vig Jensen         | Radikale Venstre        | 03.06.1988 - 18.12.1990                         |
| Miljöminister                                                       |          | Lone Dybkjær           | Radikale Venstre        | 03.06.1988 - 18.12.1990                         |
| Socialminister                                                      |          | Aase Olesen            | Radikale Venstre        | 03.06.1988 - 18.12.1990                         |
| Kyrkominister & Kommunikationsminister (10.01.1989)                 |          | Torben Rechendorff     | Konservative Folkeparti | 03.06.1988 - 18.12.1990                         |